# Chōon
|    | w  | r  | y  | m  | h  | n  | t  | s  | k  |    |   |
| ん | わ | ら | や | ま | は | な | た | さ | か | あ | a |
| っ | ゐ | り |    | み | ひ | に | ち | し | き | い | i |
| ゛ |    | る | ゆ | む | ふ | ぬ | つ | す | く | う | u |
| ー | ゑ | れ |    | め | へ | ね | て | せ | け | え | e |
| ヶ | を | ろ | よ | も | ほ | の | と | そ | こ | お | o |

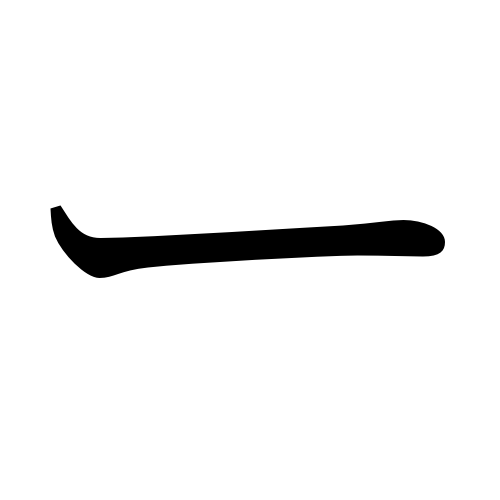
Chōon

El chōon (長音?) o bōsen (棒線?) es un símbolo gramatical japonés que se utiliza para indicar una vocal larga, especialmente en katakana. Su forma es una línea recta, en el centro del texto, con la misma longitud que un carácter kanji o kana. Se escribe horizontalmente entre texto horizontal y verticalmente entre texto vertical. En Rōmaji, la función de la marca del chōon es substituida generalmente por un macrón (marca horizontal sobre la vocal) o por dos vocales seguidas; en el caso de o y u, la segunda vocal se escribe siempre u, sin afectar a la pronunciación, que corresponde a la de la primera vocal.
| romaji   | hiragana | katakana |
| -------- | -------- | -------- |
| hā       | はあ     | ハー     |
| hī       | ひい     | ヒー     |
| fū (hū)  | ふう     | フー     |
| hē (hei) | へい     | へー     |
| hō       | ほう     | ホー     |

Ejemplos de palabras que utilizan un chōon:
コーヒー (koohii) - café
スーパー (suupaa) - supermercado
ゲーム (geemu) - juego
- Datos: Q1091164
- Multimedia: Chōonpu / Q1091164